# Normafa síház
A Normafa síház (korábban Normafa menedékház) épület Budapest XII. kerületében, a Normafán, mely korábban menedékházként funkcionált, újabban pedig étterem működik benne. Elsősorban fekvése és funkciója miatt a korai modern–rusztikus karakterű ház a Normafa ikonikus épületének számít, jóllehet építészetileg nem kiemelkedő, és nem is műemlék.

## Története
Jóllehet a Normafa a 20. század elején már népszerű kiránduló- és síelőhely volt érdemi infrastruktúra nélkül, a ház felépítését más okból kezdeményezte a főváros: 1927-ben igazították egymáshoz a közigazgatási határt és a fővárost az ország többi részétől elválasztó vámhatárt, és a megépítendő tizennégy új vámőrség közül az egyiket itt jelölték ki, ahol a Budaörs felé vezető országúton a parasztok terményeket hoztak be a városba. Lamotte Károly alpolgármester javaslatára lett az 1930-ban épült épület egyben hegyi menedékház is, ahol a síelők télen megpihenhettek.
Az épület kétharmadát a menedékház funkciónak szentelték. Ennek a félköríves tornác két oldalán volt egy-egy bejárata, melyek a női és a férfi mosdóhoz vezettek; a tornác mögött egy nagyobb melegedőhelyiség volt, míg az épület jobb szélén a tagsági díjat fizetők által igénybe vehető síraktár helyezkedett el. A vámház a bal szárnyban helyezkedett el legénységi szobával, WC-vel, kamrával és pénztárhelyiséggel; bejárata hátulról nyílt. A tornácot néhány évvel az építés után beüvegezték, egy 1940-es fotón már így szerepel. Megnyitásától 1948-ig a Budapest Sport Egyesület üzemeltette.

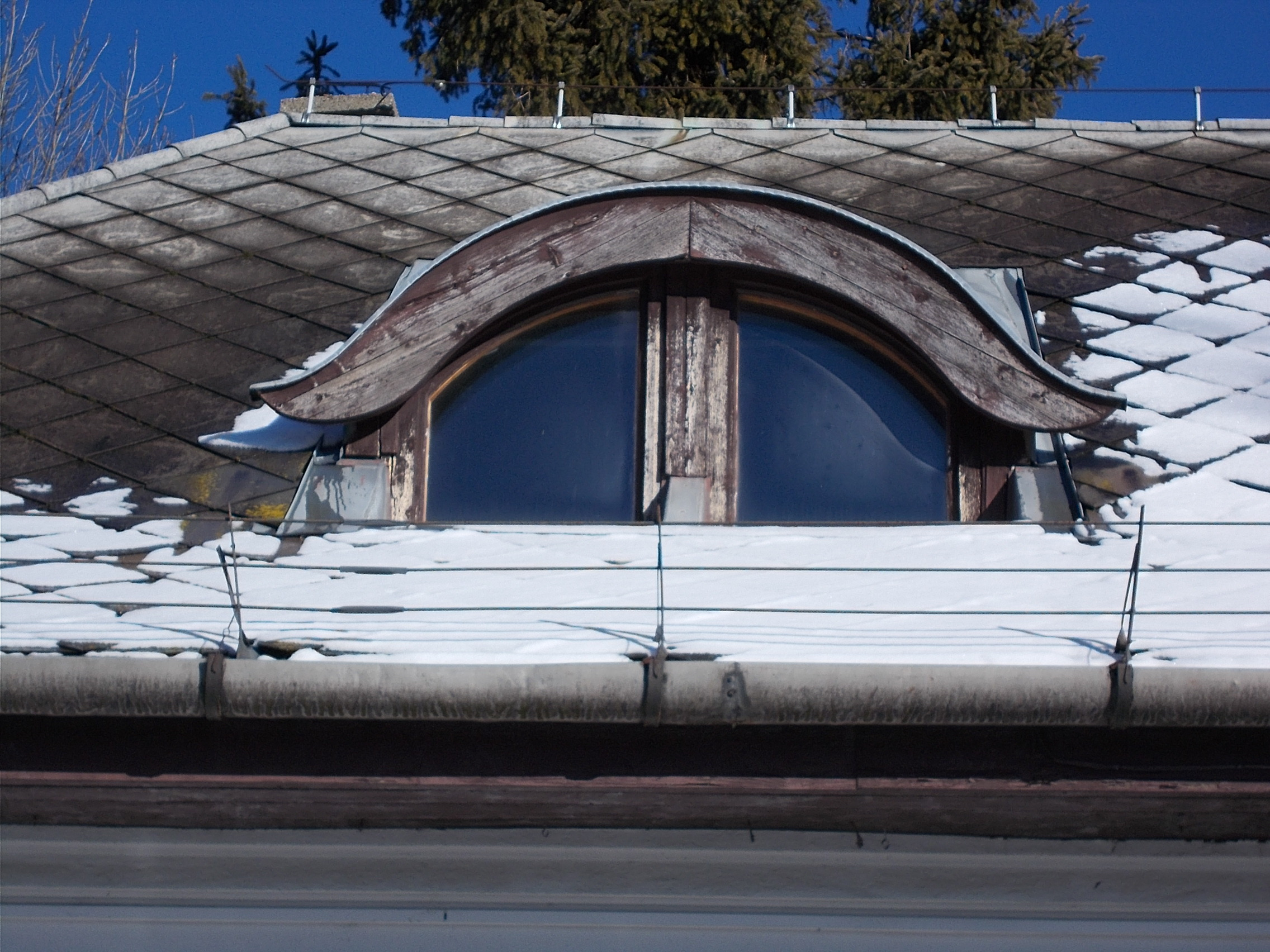
1980-as években kialakított hullámos tetőablak

A szocializmus időszakában többször gazdát cserélt, majd az 1970-es évektől a Pilisi Állami Parkerdőgazdaság kezelésébe került. A vámfizetés 1949-ben szűnt meg, ezután annak beugró tornácát befalazták. A ház eredeti színe nem ismert, de egy 1960-as évek eleji felvételen tompa terrakotta színű, sárga ablakkeretezéssel és főpárkánnyal. Az 1980-as években a volt vámházi részt erdész szolgálati lakás számára alakították át Makovecz Imre (a parkerdő akkori építésze) tervei alapján; beépítették a tetőtér bal oldali részét is, melyhez hullámos tetőtérablakokat nyitottak.

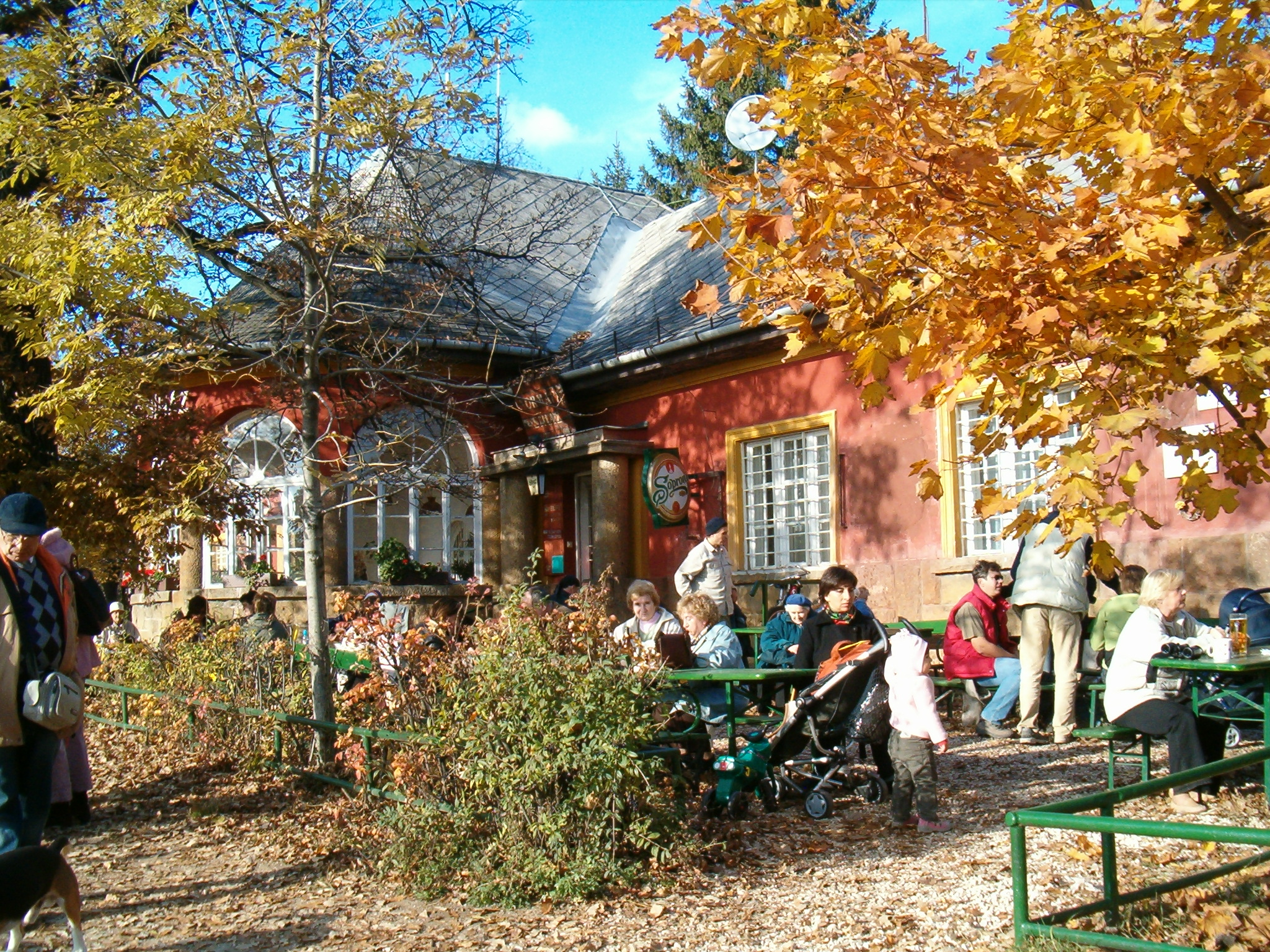
Vendégek az étterem teraszán 2007 októberében

Rövid kihagyás után 1994-ben magánbérlő nyitotta meg, ezúttal már egész éves nyitvatartással és büfével. Bár eleinte törekedtek a síházjelleg megőrzésére, a síélet visszaszorulásával idővel vendéglővé alakult. A 2000-es évek elején mélyvörös színű volt, majd fehérre festették. A 2010-es évek közepén a bal szárnyban üzlethelyiséget alakítottak ki hegyi sportok bázisa néven. Az étterem Normakert vendéglő néven működött.
Az épület 2019-ben a XII. kerületi önkormányzat vagyonkezelésébe került. 2023-ra Szabó Levente és Bartha András tervei alapján felújították, megszüntetve az évtizedek során felgyűlt szépséghibákat, mint a tornác utólagos beüvegezése vagy a tetőtérablakok. Hátrafelé kortárs építészeti megoldásokkal bővítették. A felújítás és bővítés eredményeit 2024-ben Budapest Építészeti Nívódíja Dicséretével ismerték el.

## Jellemzői
Főhomlokzata az Eötvös útra néz. Képét rusztikus terméskőlábazat, a törtfehér falakon téglalap alakú ablaknyílások, oszlopos nyitott félköríves tornác és rombusz alakú lapokból rakott palatető határozza meg. A homlokzaton egyedüli kortárs elemként két új bejárati ajtó található.
Az épület hátsó frontján a 2023-as felújítás során épült kortárs pavilon található, mely széles üvegfelületekkel nyit a környező táj felé. Belül nagy belmagasságú vendégtér, kívülről deszkaborítás és vörösfenyő zsindelyfedés jellemzi.